# Parafia Opieki Matki Boskiej w Komańczy
Parafia Opieki Matki Boskiej w Komańczy – parafia greckokatolicka w Komańczy, w dekanacie sanockim archieparchii przemysko-warszawskiej. 
Założona została w 1805 roku. Mieści się pod numerem 173.